# Gatúnsjön
Gatúnsjön (spanska: Lago Gatún) är en konstgjord sjö, skapad genom en uppdämning av floden Rio Chagres,  som utgör en del av Panamakanalen.
Mellan åren 1907 till 1913 byggdes Gatúndammen för att dämma upp Chagresfloden så att Gatúnsjön bildades. Insjön har en areal på 425 km² vid ett normalt vattenstånd på 26 meter över havet. Eftersom nederbörden i Panama varierar mycket över året och mycket vatten släpps ut i havet vid slussning av fartyg är sjön mycket viktig för driften av kanalen.
USA tog ursprungligen kontrollen över kanalen genom att bilda Panamakanalzonen när kanalen började planeras år 1903. 1979 överlämnades kanalzonen till Panama. Drift och förvaltning av kanalen sköts av Panama Canal Authority.

## Barro Colorado Island
Barro Colorado Island, BCI bildades när Chagresfloden dämdes upp. Ön ligger i västra delen av sjön och farleden går alldeles norr om ön. Barro Colorado har en areal på 15 km² och är ett naturskyddsområde för studier av tropiska regnskogar. Det amerikanska Smithonian Tropical Research Institute har haft en forskningsstation på BCI sedan 1946. Det är möjligt att besöka stationen efter ansökan till institutet.

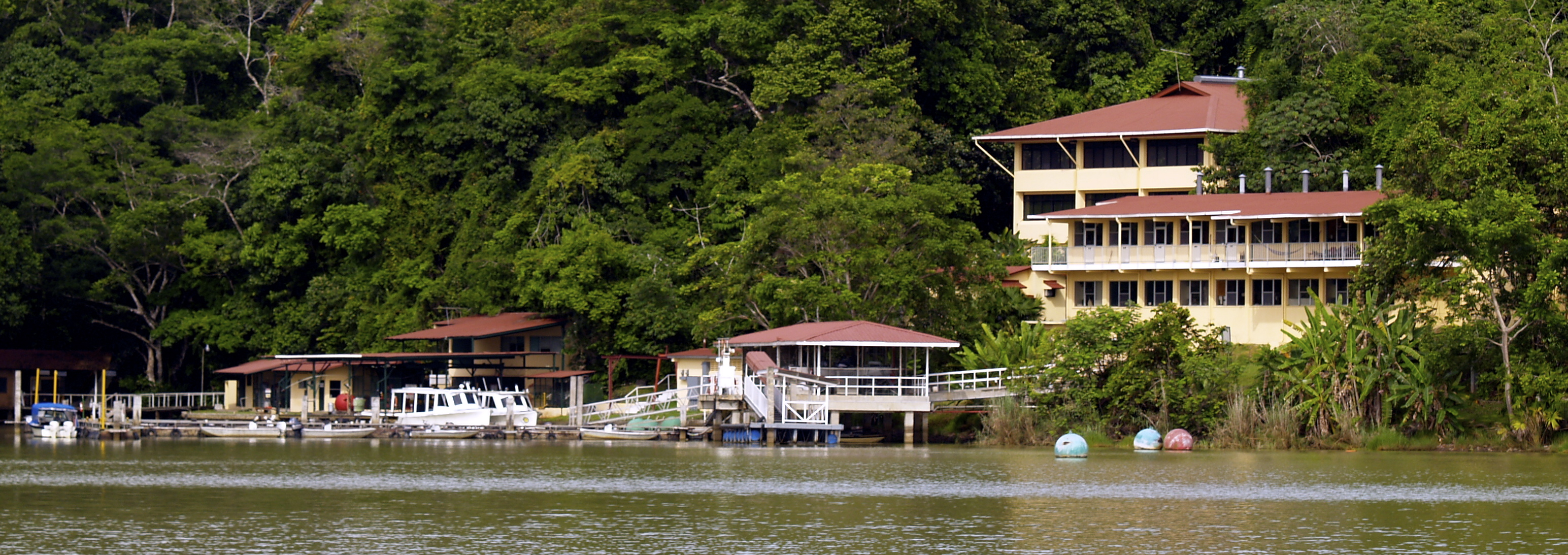
Barro Colorado Research.
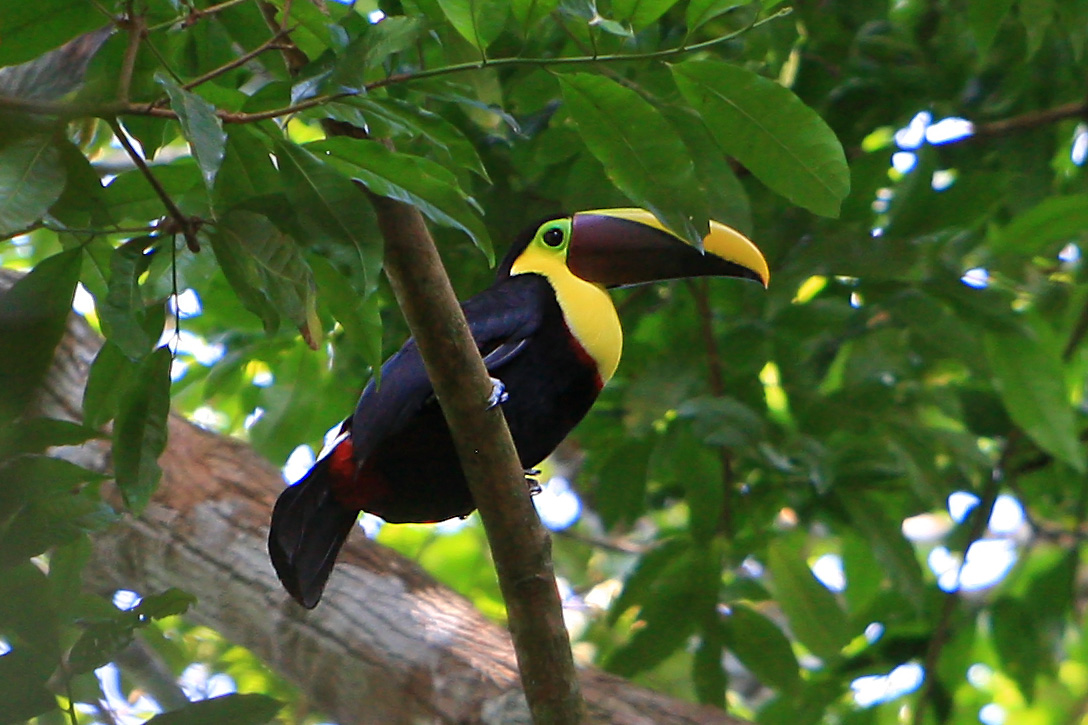
Ramphastos swainsonii vid Barro Colorado Island.
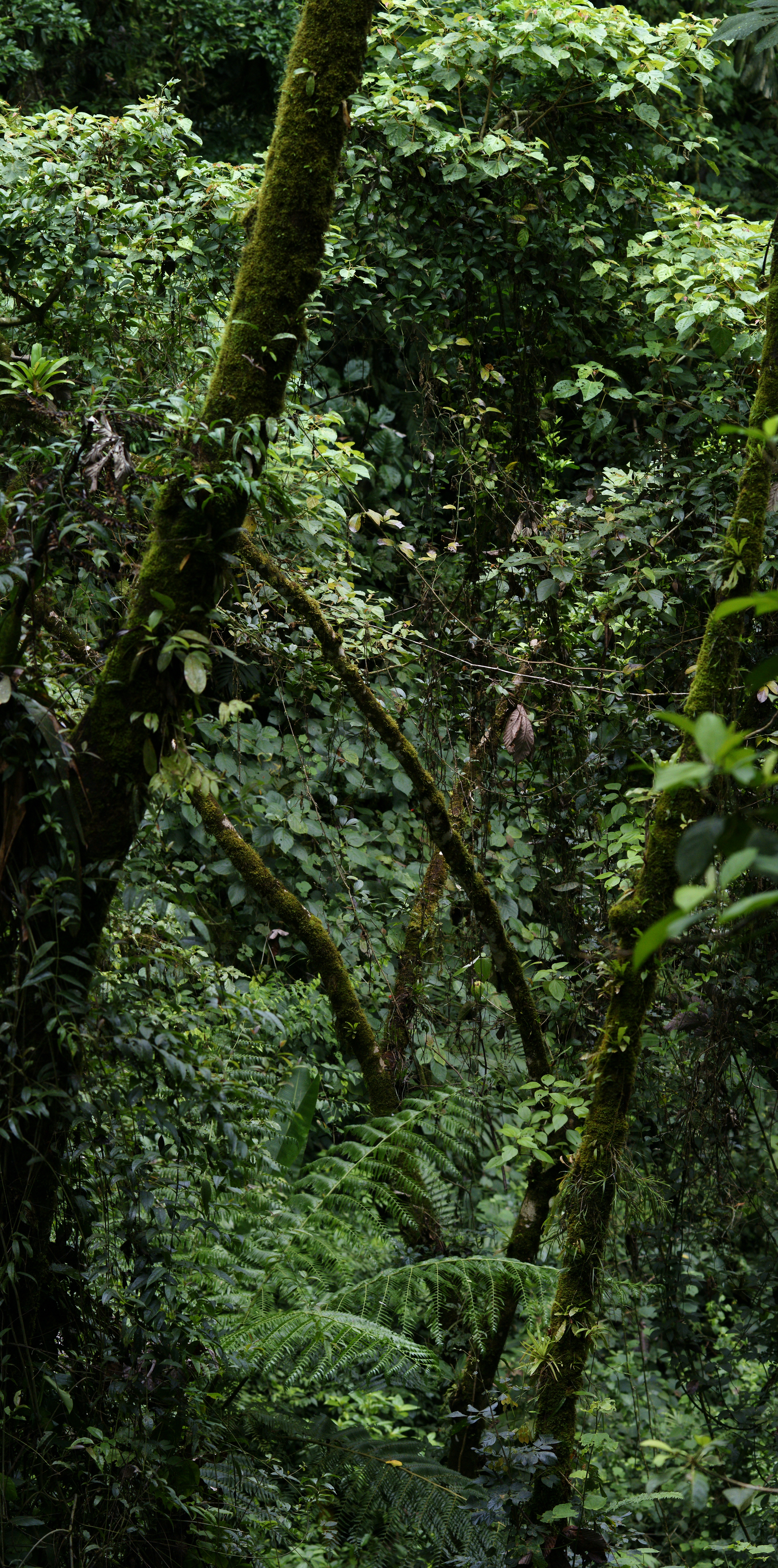
Regnskog vid Puentes Colgantes.
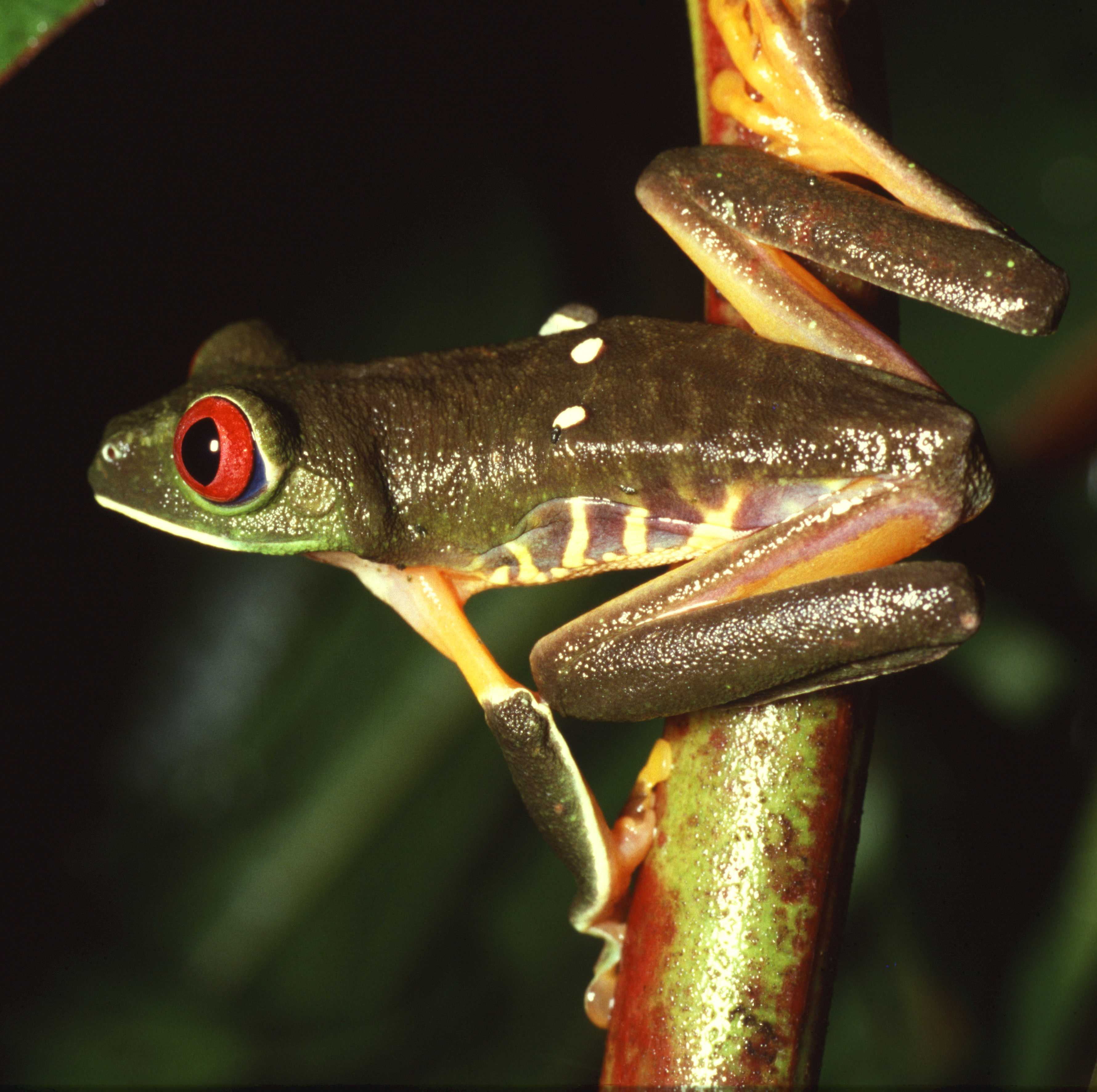
Agalychnis callidryas.